# Вагжанов, Александр Петрович
Александр Петрович Вагжанов (11 [23] августа 1877, деревня Ямская Слобода Никулинской волости, Тверской уезд, Тверская губерния — 6 июля 1919, Чита) — делегат I Всероссийского съезда Советов рабочих и солдатских депутатов, член ВЦИК-1, председатель Тверского Совета, Тверского временно-революционного комитета, один из организаторов партизанского движения в Сибири.

## Биография

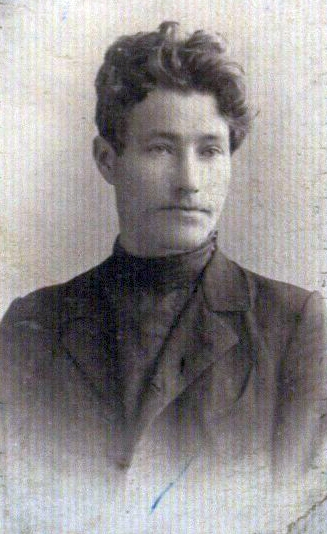
А. Вагжанов

Происходил из семьи рабочих. Отец — Александр Петрович Вагжанов работал ткачом на тверской ткацкой фабрике Берга, мать  — Татьяна Ивановна — работала сновальщицей на фабрике Морозова в Твери. 
После окончания начальной школы Александр работал на ткацкой фабрике. В РСДРП с 1896 года, большевик. Участник русско-японской войны, вёл агитационную работу среди солдат. Участвовал в революции 1905—1907 гг. Депутат II Государственной Думы от рабочих Тверской губернии. После роспуска Думы приговорён к четырём годам каторги. Находился на каторге в Якутии, после — в ссылке, из которой вернулся в 1917 году. 
В 1917 году руководил борьбой за Советскую власть в Твери. Первый председатель Тверского губисполкома. Избран от Тверского избирательного округа по списку № 6 в Всероссийское Учредительное собрание.
С апреля 1918 года находился на партийной работе в Чите, Владивостоке и Верхнеудинске, возглавлял Губчека. С падением Советской власти возглавлял Прибайкальский подпольный комитет РКП(б). После гибели Серова А. П. Вагжанов возглавил работу Верхнеудинской подпольной большевистской организации. В марте 1919 года Вагжанов был делегатом Всесибирской подпольной конференции, был избран членом Всесибирского подпольного комитета. Его направили на подпольную работу на Дальний Восток, но в Чите он был арестован. Расстрелян семёновцами в Чите 6 июня 1919 года.

## Память
Именем А. П. Вагжанова названы:
- посёлок (микрорайон) в Улан-Удэ (бывшая Нижняя Берёзовка)
- улица в Твери[2]
- переулок в Твери
- улица в Вышнем Волочке
- улица в Кимрах
- улица в Калязине
- улица в Весьегонске
- улица в Старице
- прядильно-ткацкая фабрика в Твери[1]. В 1967 году на территории прядильно-ткацкой фабрики (Тверь, ул. Спартака, 47) был открыт памятник (бронзовый бюст) А. П. Вагжанову — скульптор А. М. Сперанский, архитектор М. И. Образцов[3]
- улица в Алма-Ате
- улица в Донецке.

## Семья
- Жена Мария Вагжанова
- Две дочери:
  - Валентина Александровна
  - Татьяна Александровна Земченко (Вагжанова)